# Ейншент-Оукс (Пенсільванія)
Ейншент-Оукс (англ. Ancient Oaks) — переписна місцевість (CDP) в США, в окрузі Лігай штату Пенсільванія. Населення — 6995 осіб (2020).

## Географія
Ейншент-Оукс розташований за координатами 40°32′10″ пн. ш. 75°35′9″ зх. д. / 40.53611° пн. ш. 75.58583° зх. д. (40.536139, -75.585780).  За даними Бюро перепису населення США в 2010 році переписна місцевість мала площу 6,28 км², з яких 6,28 км² — суходіл та 0,00 км² — водойми.

## Демографія
Згідно з переписом 2010 року, у переписній місцевості мешкала 6661 особа в 2350 домогосподарствах у складі 1918 родин. Густота населення становила 1061 особа/км².  Було 2460 помешкань (392/км²).
Расовий склад населення:
| - 86,0 % — білих - 8,1 % — азіатів - 2,6 % — чорних або афроамериканців - 0,2 % — корінних американців - 1,4 % — осіб інших рас |

До двох чи більше рас належало 1,7 %. Частка іспаномовних становила 4,8 % від усіх жителів.
За віковим діапазоном населення розподілялося таким чином: 28,6 % — особи молодші 18 років, 57,3 % — особи у віці 18—64 років, 14,1 % — особи у віці 65 років та старші. Медіана віку мешканця становила 39,0 року. На 100 осіб жіночої статі у переписній місцевості припадало 97,3 чоловіків;  на 100 жінок у віці від 18 років та старших — 95,0 чоловіків також старших 18 років.
Середній дохід на одне домашнє господарство  становив 107 758 доларів США (медіана — 84 219), а середній дохід на одну сім'ю — 127 718 доларів (медіана — 102 621). Медіана доходів становила 90 403 долари для чоловіків та 54 107 доларів для жінок. За межею бідності перебувало 2,0 % осіб, у тому числі 0,0 % дітей у віці до 18 років та 1,1 % осіб у віці 65 років та старших.
Цивільне працевлаштоване населення становило 3175 осіб. Основні галузі зайнятості: освіта, охорона здоров'я та соціальна допомога — 23,1 %, виробництво — 21,2 %, науковці, спеціалісти, менеджери — 13,7 %, роздрібна торгівля — 10,2 %.